# Plonévez-du-Faou
Plonévez-du-Faou (bret. Plonevez-ar-Faou) – miejscowość i gmina we Francji, w regionie Bretania, w departamencie Finistère.
Według danych na rok 1990 gminę zamieszkiwało 2257 osób, a gęstość zaludnienia wynosiła 28 osób/km² (wśród 1269 gmin Bretanii Plonévez-du-Faou plasuje się na 271. miejscu pod względem liczby ludności, natomiast pod względem powierzchni na miejscu 9.).